# Room (revista)
Room (anteriormente Room of One's Own) es una revista literaria trimestral canadiense que destaca el trabajo de escritoras y artistas mujeres y genderqueer principiantes y establecidas. Publicada en Vancouver desde 1975 por la West Coast Feminist Literary Magazine Society, la revista ha divulgado la obra de unas 3000 mujeres, sirviendo como plataforma de lanzamiento importante para escritoras emergentes. En los últimos tiempos, Room publica historias cortas de ficción, no ficción creativa, poesía, arte, entrevistas y artículos que promueven el diálogo entre lectores, escritores y el colectivo, incluyendo «Roommate» (el perfil de un lector de Room o un miembro del colectivo) y «The Back Room» (entrevistas en la contraportada sobre temas feministas de interés). Los miembros del colectivo son participantes regulares en festivales literarios y de arte en Greater Vancouver y Toronto.